# Vier-Bordes
Pour les articles homonymes, voir Bordes.
Vier-Bordes [vjɛʁ bɔʁd] est une commune française située dans l'ouest du département des Hautes-Pyrénées, en région Occitanie.
Sur le plan historique et culturel, la commune est dans la province du Lavedan, partie sud-occidentale de la Bigorre et constituée d'un ensemble de sept vallées en amont de la ville de Lourdes. Exposée à un climat de montagne, elle est drainée par le ruisseau d'Aygueberden, le ruisseau d'Estibos et par divers autres petits cours d'eau. La commune possède un patrimoine naturel remarquable composé d'une zone naturelle d'intérêt écologique, faunistique et floristique.
Vier-Bordes est une commune rurale qui compte 94 habitants en 2022, après avoir connu un pic de population de 219 habitants en 1861. Elle fait partie de l'aire d'attraction d'Argelès-Gazost. Ses habitants sont appelés les Vierbordésiens ou  Vierbordésiennes.

## Géographie

### Localisation
La commune de Vier-Bordes se trouve dans le département des Hautes-Pyrénées, en région Occitanie.
Elle se situe à 28 km à vol d'oiseau de Tarbes, préfecture du département, et à 3 km d'Argelès-Gazost, sous-préfecture.
Les communes les plus proches sont : 
Ayros-Arbouix (1,0 km), Préchac (1,5 km), Saint-Pastous (1,7 km), Beaucens (2,4 km), Boô-Silhen (2,6 km), Artalens-Souin (2,7 km), Lau-Balagnas (2,9 km), Adast (3,3 km).
Sur le plan historique et culturel, Vier-Bordes fait partie de la province historique du Lavedan, partie sud-occidentale de la Bigorre et constitué d'un ensemble de sept vallées en amont de la ville de Lourdes. Historiquement, elle  fait partie de la province de Gascogne, et plus particulièrement du comté de Bigorre. La commune est dans le pays Dabant-Aygues qui regroupe huit communes.

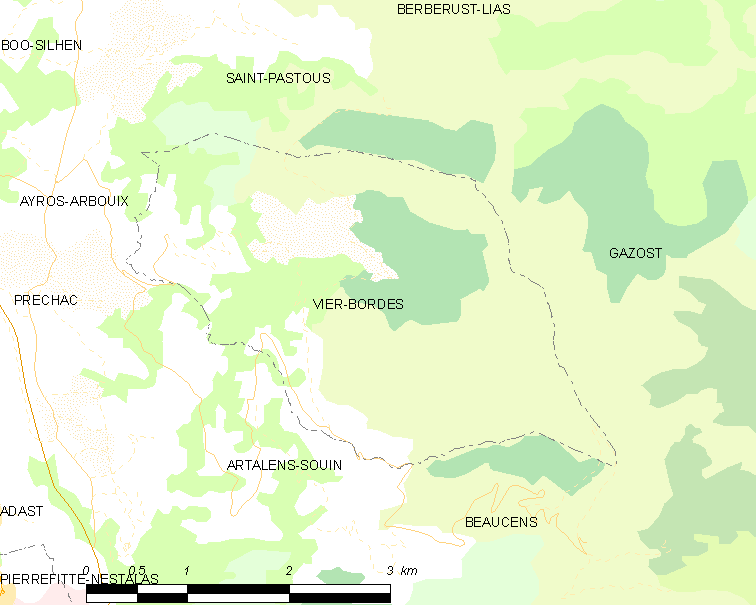
Carte de la commune de Vier-Bordes et des proches communes.

|               | Saint-Pastous  |          |
| Ayros-Arbouix | Vier-Bordes    | Gazost   |
|               | Artalens-Souin | Beaucens |

### Hydrographie
La commune est dans le bassin de l'Adour, au sein du bassin hydrographique Adour-Garonne. Elle est drainée par le ruisseau d'Aygueberden, le ruisseau d'Estibos, le ruisseau de Couyéou de Mates, le ruisseau Estau et par divers petits cours d'eau, constituant un réseau hydrographique de 8 km de longueur totale,.

### Climat
Le climat qui caractérise la commune est qualifié, en 2010, de « climat des marges montargnardes », selon la typologie des climats de la France qui compte alors huit grands types de climats en métropole. En 2020, la commune ressort du type « climat de montagne » dans la classification établie par Météo-France, qui ne compte désormais, en première approche, que cinq grands types de climats en métropole. Pour ce type de climat, la température décroît rapidement en fonction de l'altitude. On observe une nébulosité minimale en hiver et maximale en été. Les vents et les précipitations varient notablement selon le lieu.
Les paramètres climatiques qui ont permis d’établir la typologie de 2010 comportent six variables pour les températures et huit pour les précipitations, dont les valeurs correspondent à la normale 1971-2000. Les sept principales variables caractérisant la commune sont présentées dans l'encadré ci-après.
| Paramètres climatiques communaux sur la période 1971-2000 - Moyenne annuelle de température : 11,7 °C - Nombre de jours avec une température inférieure à −5 °C : 5 j - Nombre de jours avec une température supérieure à 30 °C : 4 j - Amplitude thermique annuelle : 15,2 °C - Cumuls annuels de précipitation : 1 293 mm - Nombre de jours de précipitation en janvier : 11,4 j - Nombre de jours de précipitation en juillet : 10,3 j |

Avec le changement climatique, ces variables ont évolué. Une étude réalisée en 2014 par la Direction générale de l'Énergie et du Climat complétée par des études régionales prévoit en effet que la  température moyenne devrait croître et la pluviométrie moyenne baisser, avec toutefois de fortes variations régionales. Ces changements peuvent être constatés sur la station météorologique de Météo-France la plus proche, « Ayros-Arbouix », sur la commune d'Ayros-Arbouix, mise en service en 1982 et qui se trouve à 1 km à vol d'oiseau,, où la température moyenne annuelle est de 12,7 °C et la hauteur de précipitations de 1 031,4 mm pour la période 1981-2010.
Sur la station météorologique historique la plus proche, « Tarbes-Lourdes-Pyrénées », sur la commune d'Ossun, mise en service en 1946 et à 21 km, la température moyenne annuelle évolue de 12,2 °C pour la période 1971-2000, à 12,6 °C pour 1981-2010, puis à 12,9 °C pour 1991-2020.

### Milieux naturels et biodiversité

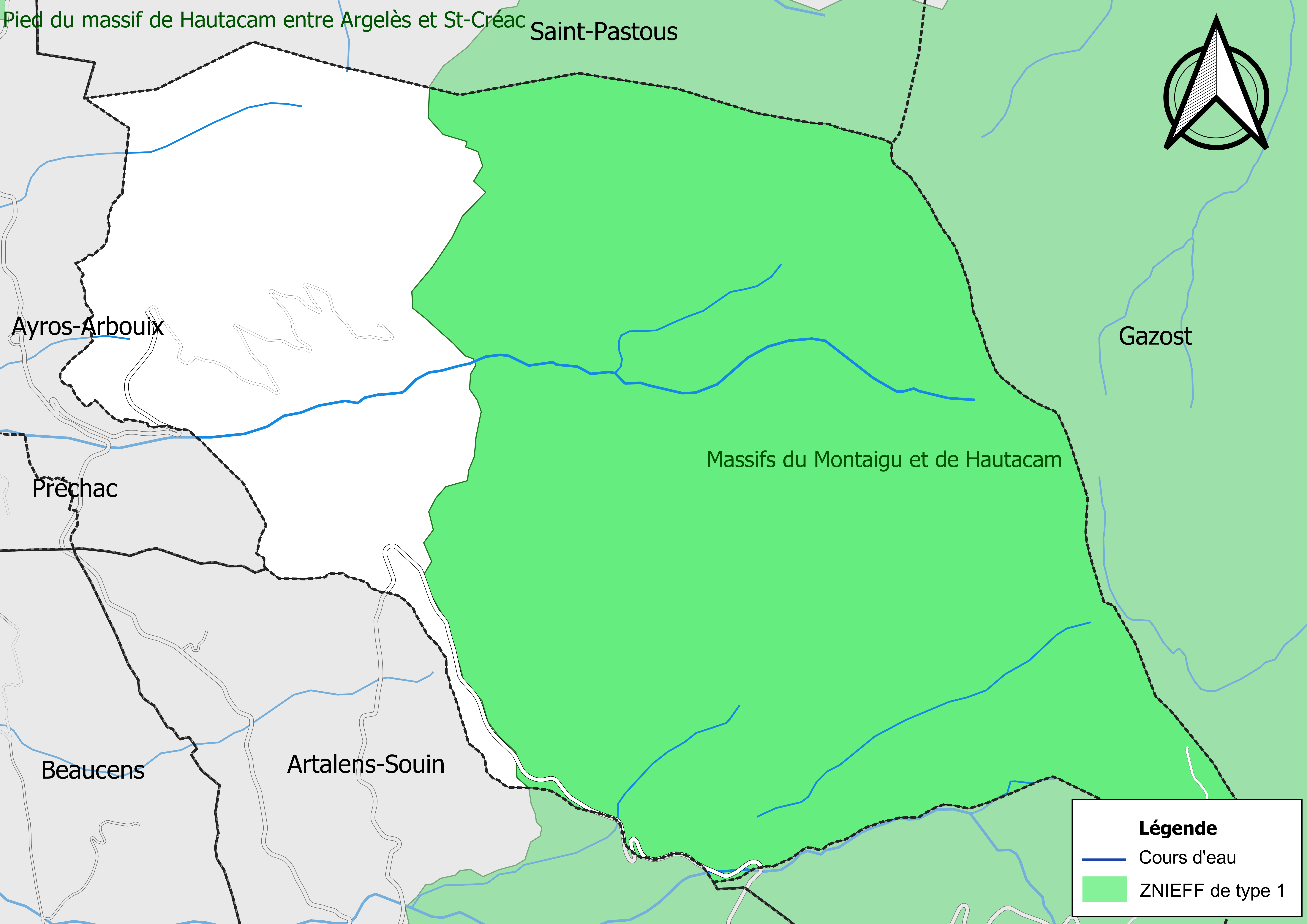
Carte de la ZNIEFF de type 1 localisée sur la commune.

L’inventaire des zones naturelles d'intérêt écologique, faunistique et floristique (ZNIEFF) a pour objectif de réaliser une couverture des zones les plus intéressantes sur le plan écologique, essentiellement dans la perspective d’améliorer la connaissance du patrimoine naturel national et de fournir aux différents décideurs un outil d’aide à la prise en compte de l’environnement dans l’aménagement du territoire.
Une ZNIEFF de type 1 est recensée sur la commune :
les « massifs du Montaigu et de Hautacam » (5 411 ha), couvrant 7 communes du département.

## Urbanisme

### Typologie
Au 1er janvier 2024, Vier-Bordes est catégorisée commune rurale à habitat dispersé, selon la nouvelle grille communale de densité à sept niveaux définie par l'Insee en 2022.
Elle est située hors unité urbaine. Par ailleurs la commune fait partie de l'aire d'attraction d'Argelès-Gazost, dont elle est une commune de la couronne,. Cette aire, qui regroupe 19 communes, est catégorisée dans les aires de moins de 50 000 habitants,.

### Occupation des sols
L'occupation des sols de la commune, telle qu'elle ressort de la base de données européenne d’occupation biophysique des sols Corine Land Cover (CLC), est marquée par l'importance des forêts et milieux semi-naturels (79,4 % en 2018), une proportion sensiblement équivalente à celle de 1990 (78,9 %). La répartition détaillée en 2018 est la suivante : 
milieux à végétation arbustive et/ou herbacée (52,2 %), forêts (27,2 %), prairies (13,6 %), zones agricoles hétérogènes (7 %).
L'IGN met par ailleurs à disposition un outil en ligne permettant de comparer l’évolution dans le temps de l’occupation des sols de la commune (ou de territoires à des échelles différentes). Plusieurs époques sont accessibles sous forme de cartes ou photos aériennes : la carte de Cassini (XVIIIe siècle), la carte d'état-major (1820-1866) et la période actuelle (1950 à aujourd'hui).

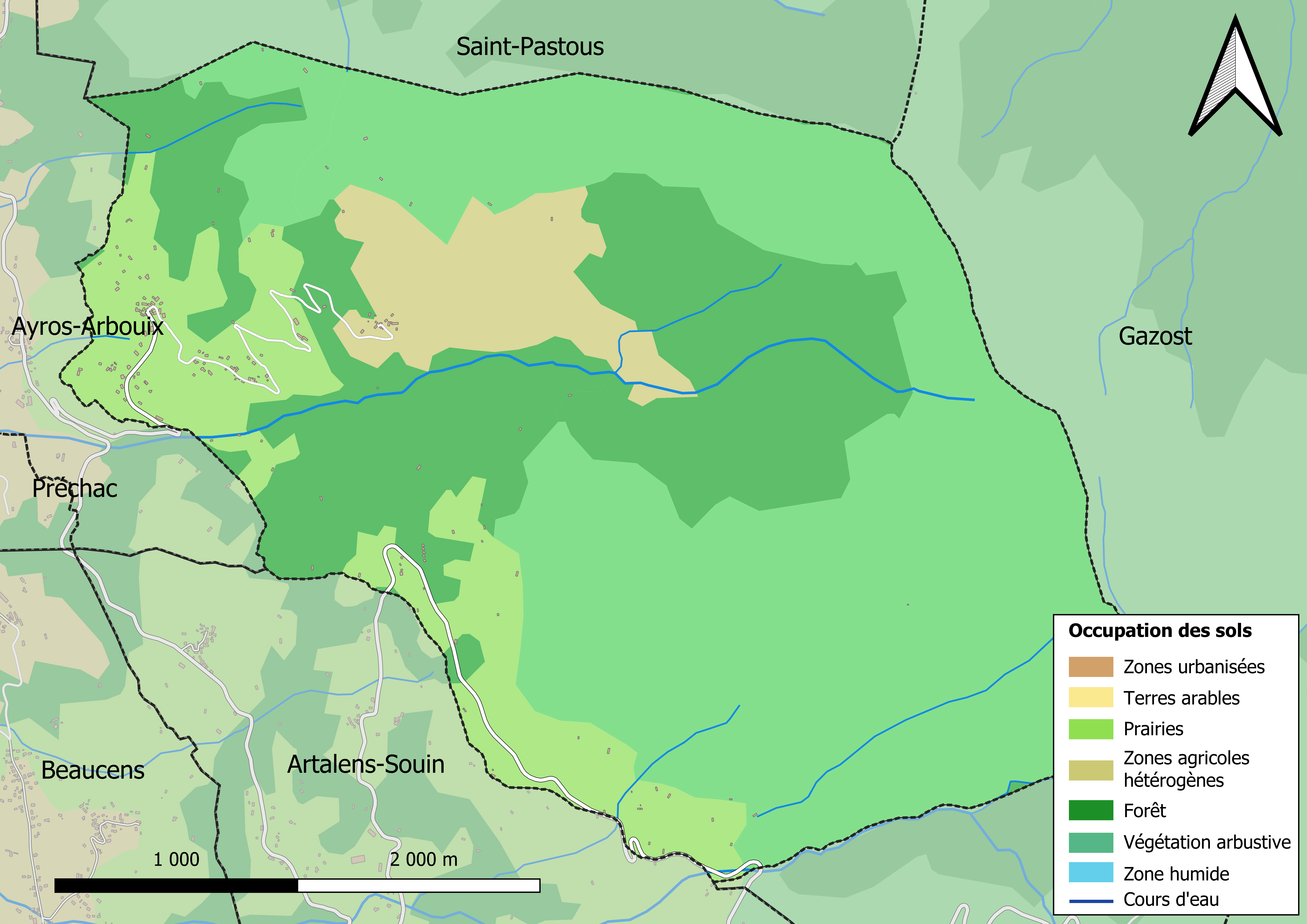
Carte des infrastructures et de l'occupation des sols en 2018 (CLC) de la commune.
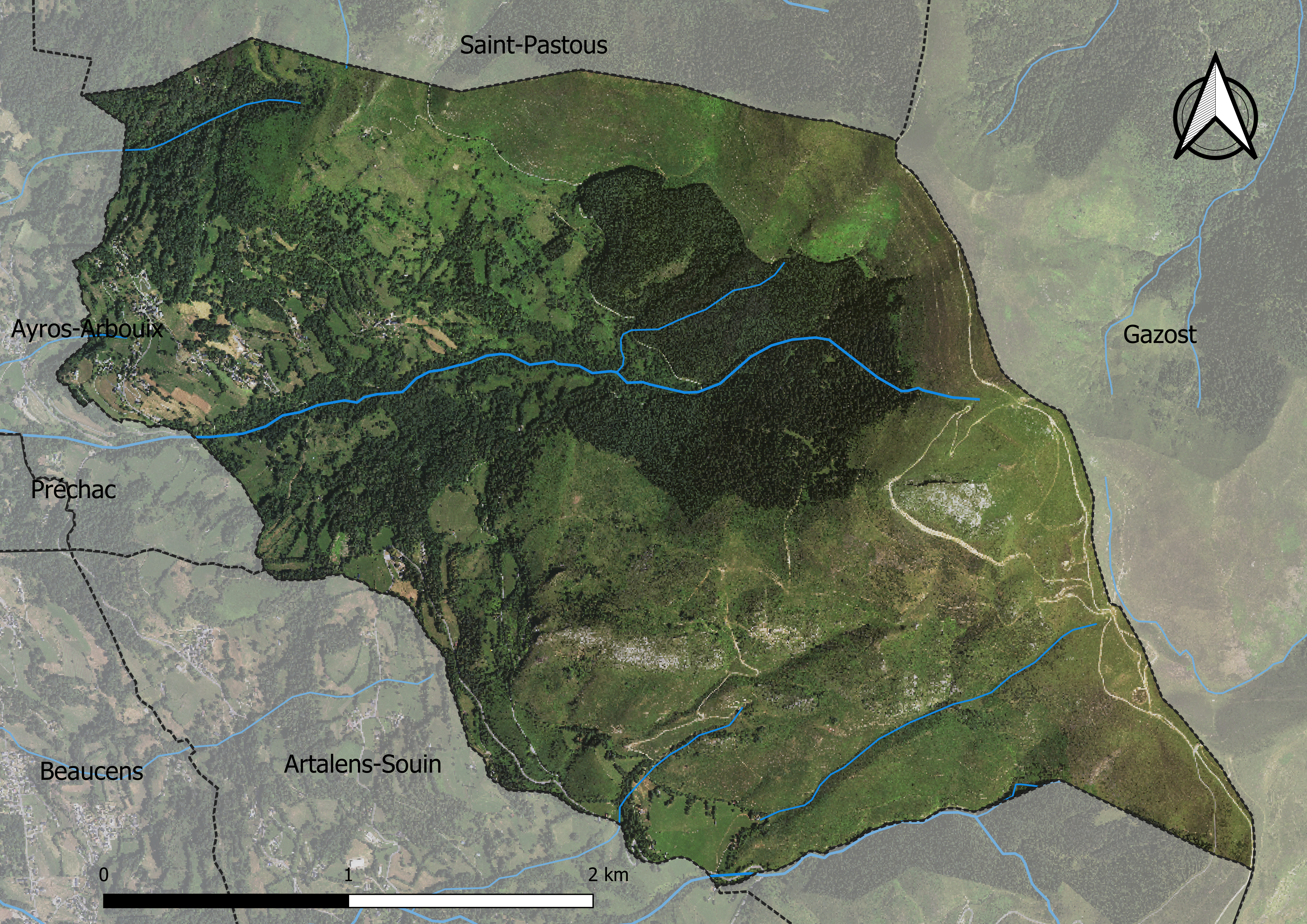
Carte orthophotogrammétrique de la commune.

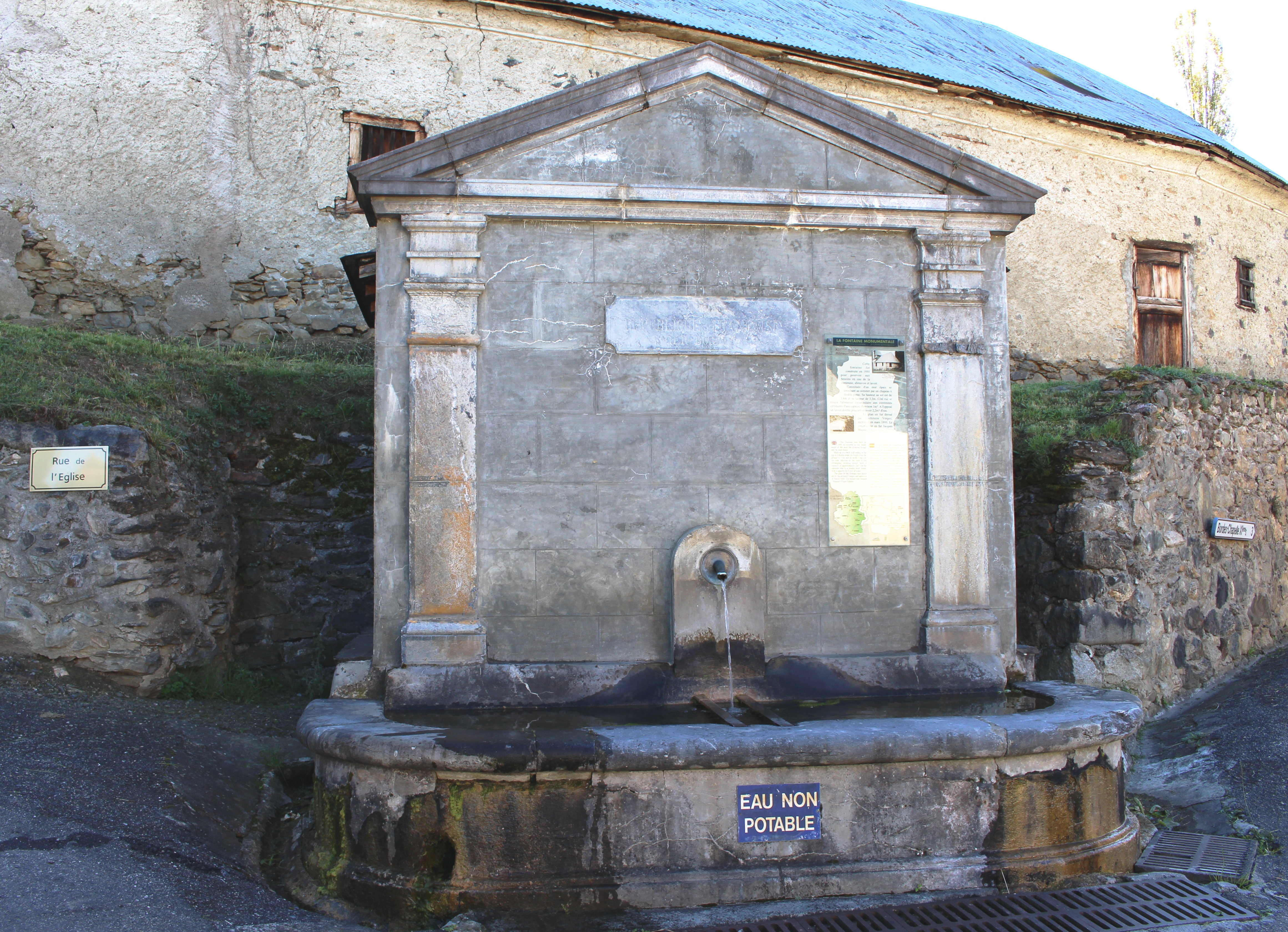
La fontaine.

### Logement
En 2012, le nombre total de logements dans la commune est de 108.

Parmi ces logements, 36,9 % sont des résidences principales, 61,3 % des résidences secondaires et 1,8 % des logements vacants.

### Voies de communication et transports
Cette commune est desservie par les routes départementales D 100 qui monte à Hautacam puis D 100c.

### Risques majeurs
Le territoire de la commune de Vier-Bordes est vulnérable à différents aléas naturels : météorologiques (tempête, orage, neige, grand froid, canicule ou sécheresse), feux de forêts, mouvements de terrains et séisme (sismicité moyenne). Un site publié par le BRGM permet d'évaluer simplement et rapidement les risques d'un bien localisé soit par son adresse soit par le numéro de sa parcelle.
Vier-Bordes est exposée au risque de feu de forêt. Un plan départemental de protection des forêts contre les incendies a été approuvé par arrêté préfectoral le 21 avril 2020 pour la période 2020-2029. Le précédent couvrait la période 2007-2017. L’emploi du feu est régi par deux types de réglementations. D’abord le code forestier et l’arrêté préfectoral du 27 octobre 2014, qui réglementent l’emploi du feu à moins de 200 m des espaces naturels combustibles sur l’ensemble du département. Ensuite celle établie dans le cadre de la lutte contre la pollution de l’air, qui interdit le brûlage des déchets verts des particuliers. L’écobuage est quant à lui réglementé dans le cadre de commissions locales d’écobuage (CLE)

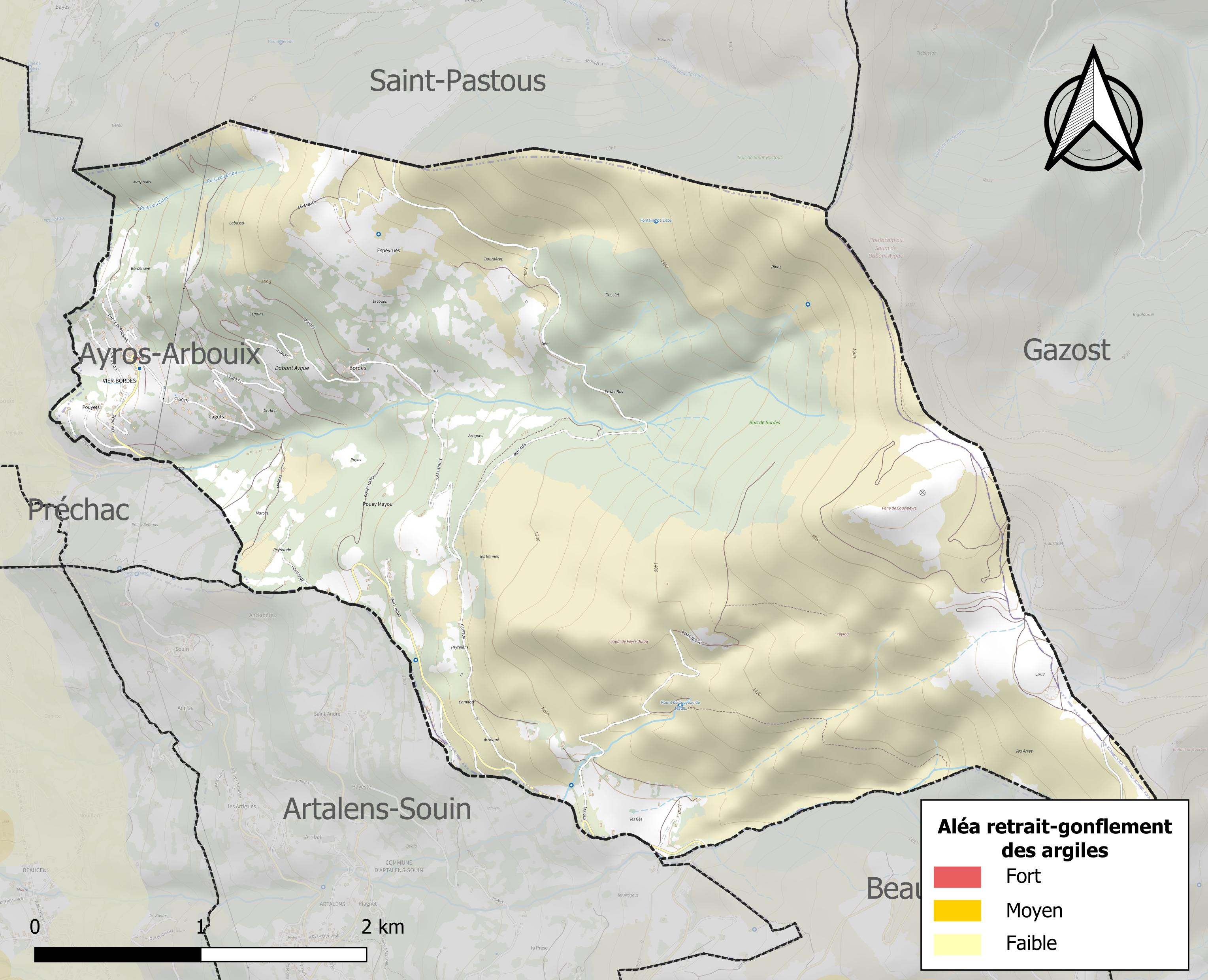
Carte des zones d'aléa retrait-gonflement des sols argileux de Vier-Bordes.

La commune est vulnérable au risque de mouvements de terrains constitué principalement du retrait-gonflement des sols argileux. Cet aléa est susceptible d'engendrer des dommages importants aux bâtiments en cas d’alternance de périodes de sécheresse et de pluie. La totalité de la commune est en aléa faible (44,5 % au niveau départemental et 48,5 % au niveau national). Sur les 99 bâtiments dénombrés sur la commune en 2019, aucun n'est en aléa moyen ou fort, à comparer aux 75 % au niveau départemental et 54 % au niveau national. Une cartographie de l'exposition du territoire national au retrait gonflement des sols argileux est disponible sur le site du BRGM,.
Par ailleurs, afin de mieux appréhender le risque d’affaissement de terrain, l'inventaire national des cavités souterraines permet de localiser celles situées sur la commune.
La commune a été reconnue en état de catastrophe naturelle au titre des dommages causés par les inondations et coulées de boue survenues en 1982, 1999, 2007 et 2009. Concernant les mouvements de terrains, la commune a été reconnue en état de catastrophe naturelle au titre des dommages causés par des mouvements de terrain en 1999 et 2021.

## Toponymie

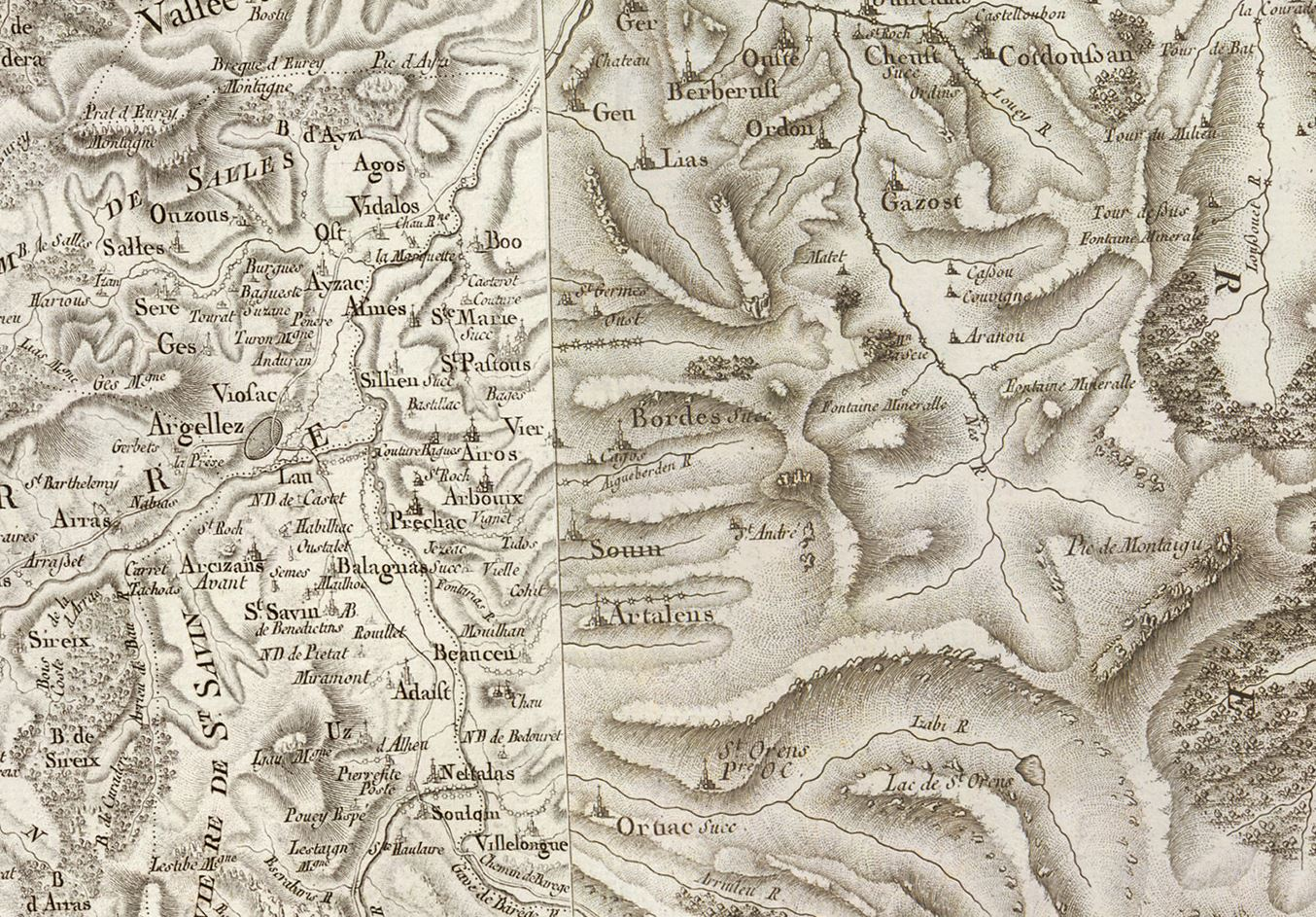
Extrait de la carte de Cassini (entre 1756 et 1789) situant Vier-Bordes à l'est d'Argelès-Gazost.

On trouvera les principales informations dans le Dictionnaire toponymique des communes des Hautes-Pyrénées de Michel Grosclaude et Jean-François Le Nail qui rapporte les dénominations historiques du village :

### Vier
Dénominations historiques :
- Bier (1272, livre vert de Bénac ; 1294, ibid. ; 1349, ibid.) ;
- De Bierrio, latin (1313, Debita regi Navarre ; 1342, pouillé de Tarbes) ;
- Vier (1379, procuration Tarbes) ;
- Bier (1429, censier de Bigorre) ;
- Vier (1614, Guillaume Mauran) ;
- Vier (fin XVIIIe siècle, carte de Cassini).

Nom occitan : Bièr.

### Bordes
Dénominations historiques :
- De Bordis, latin (1342, pouillé de Tarbes ; 1379, procuration Tarbes) ;
- Bordes, Bordas (1429, censier de Bigorre) ;
- Bordes (fin XVIIIe siècle, carte de Cassini).

Nom occitan : Bòrdas.
Borde « cabane, maisonnette, métairie » est un mot d'origine germanique (francique bort « planche », d'où borda « cabane » en latin tardif), désignant d'abord la maison isolée, puis des hameaux.

## Histoire
Vier-Bordes résulte de la fusion des deux communes : Vier et Bordes intervenue en 1848.

### Cadastre napoléonien de Vier-Bordes
- Le plan cadastral napoléonien de Vier est consultable sur le site des archives départementales des Hautes-Pyrénées[31].
- Le plan cadastral napoléonien de Bordes est consultable sur le site des archives départementales des Hautes-Pyrénées[32].

## Politique et administration

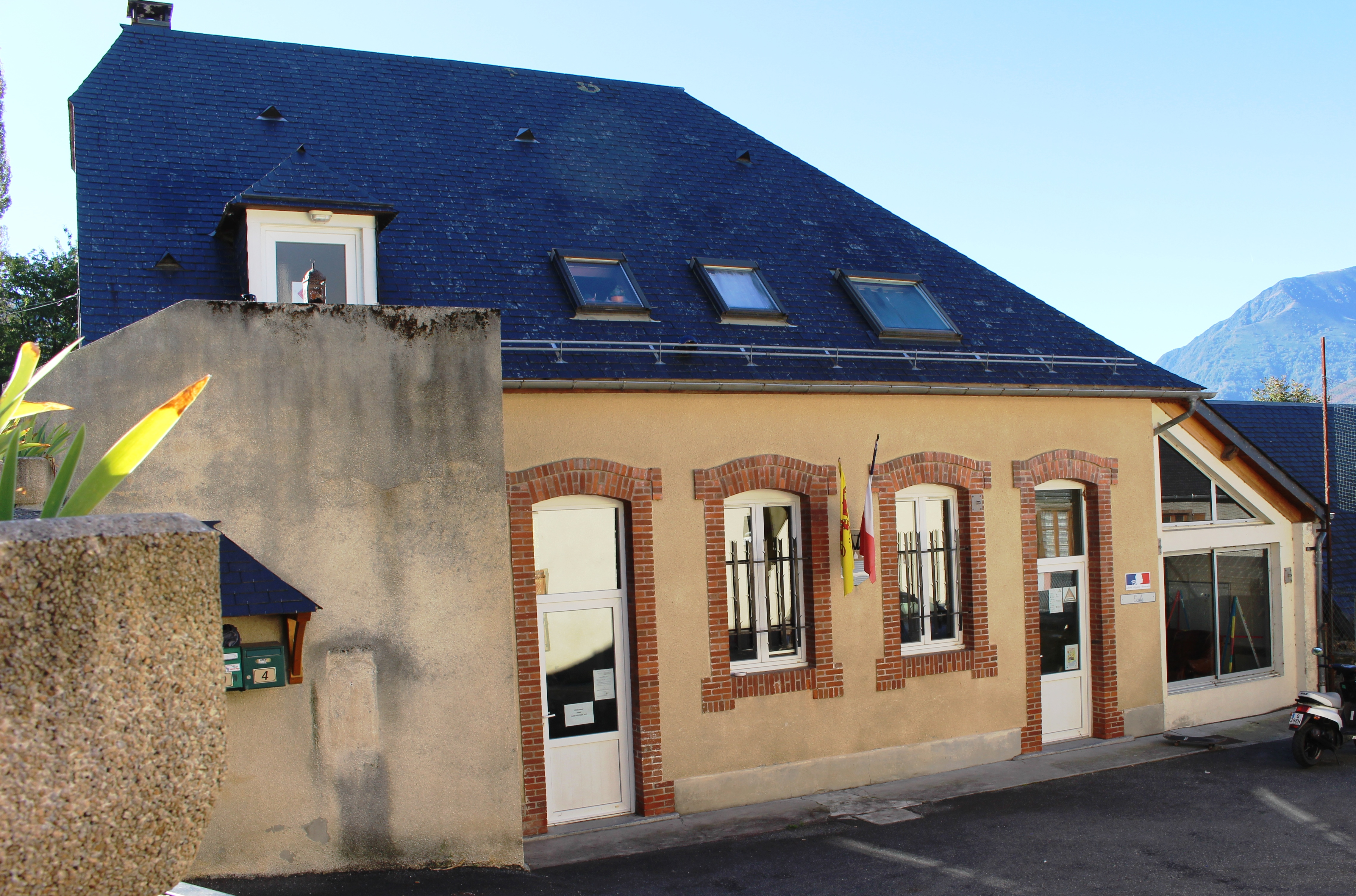
La mairie en 2017.

### Liste des maires
| Période                                  | Période   | Identité            | Étiquette | Qualité |
| ---------------------------------------- | --------- | ------------------- | --------- | ------- |
| Les données manquantes sont à compléter. |           |                     |           |         |
|                                          |           |                     |           |         |
| mars 1995                                | mars 2001 | Maurice Prat        |           |         |
| mars 2001                                | mars 2008 | François Villeneuve |           |         |
| mars 2008                                | mars 2014 | Véronique Marcou    |           |         |
| mars 2014                                | En cours  | Pascal Collado      |           |         |

### Rattachements administratifs et électoraux

#### Historique administratif
Pays et sénéchaussée de Bigorre, Lavedan, Arribèra de Davantaygue, canton de Davantaygue (1790), Argelès (depuis 1801). Communautés distinctes Vier et Bordes sont réunies en 1848.

#### Intercommunalité
Vier-Bordes appartient à la communauté de communes Pyrénées Vallées des Gaves créée en janvier 2017 et qui réunit 46 communes.

## Population et société

### Démographie

#### Évolution démographique
La population a atteint un maximum en 1856 avec 219 habitants, puis a baissé périodiquement pour atteindre 53 habitants en 1975. Elle a ensuite connu une hausse jusqu'en 2022 avec 94 habitants.
Le tableau ci-dessous intègre les habitants de Bordes recensés à part avant 1848 (entre 58 et 67 habitants).
| 1793 | 1800 | 1806 | 1821 | 1831 | 1836 | 1841 | 1846 | 1851 |
| ---- | ---- | ---- | ---- | ---- | ---- | ---- | ---- | ---- |
| 140  | 210  | 205  | 199  | 171  | 192  | 218  | 191  | 191  |

| 1856 | 1861 | 1866 | 1872 | 1876 | 1881 | 1886 | 1891 | 1896 |
| ---- | ---- | ---- | ---- | ---- | ---- | ---- | ---- | ---- |
| 219  | 219  | 210  | 201  | 190  | 195  | 199  | 192  | 162  |

| 1901 | 1906 | 1911 | 1921 | 1926 | 1931 | 1936 | 1946 | 1954 |
| ---- | ---- | ---- | ---- | ---- | ---- | ---- | ---- | ---- |
| 134  | 117  | 118  | 105  | 98   | 94   | 92   | 75   | 64   |

| 1962 | 1968 | 1975 | 1982 | 1990 | 1999 | 2004 | 2006 | 2009 |
| ---- | ---- | ---- | ---- | ---- | ---- | ---- | ---- | ---- |
| 66   | 65   | 53   | 55   | 58   | 74   | 80   | 81   | 92   |

| 2014 | 2019 | 2022 | - | - | - | - | - | - |
| ---- | ---- | ---- | - | - | - | - | - | - |
| 104  | 98   | 94   | - | - | - | - | - | - |

| selon la population municipale des années : | 1968 | 1975 | 1982 | 1990 | 1999 | 2006 | 2009 | 2013 |
| Rang de la commune dans le département      | 325  | 417  | 381  | 353  | 346  | 339  | 318  | 305  |
| Nombre de communes du département           | 479  | 473  | 473  | 474  | 474  | 474  | 474  | 474  |

### Enseignement
La commune dépend de l'académie de Toulouse. Elle ne dispose plus d'école en 2017.

## Économie

### Emploi
|                | 2008   | 2013  | 2018  |
| -------------- | ------ | ----- | ----- |
| Commune        | 12,5 % | 7,9 % | 3,4 % |
| Département    | 7,7 %  | 9,4 % | 9,8 % |
| France entière | 8,3 %  | 10 %  | 10 %  |

En 2018, la population âgée de 15 à 64 ans s'élève à 59 personnes, parmi lesquelles on compte 79,3 % d'actifs (75,9 % ayant un emploi et 3,4 % de chômeurs) et 20,7 % d'inactifs,. En  2018, le taux de chômage communal (au sens du recensement) des 15-64 ans est inférieur à celui de la France et du département, alors qu'en 2008 la situation était inverse.
La commune fait partie de la couronne de l'aire d'attraction d'Argelès-Gazost, du fait qu'au moins 15 % des actifs travaillent dans le pôle,. Elle compte 11 emplois en 2018, contre 12 en 2013 et 12 en 2008. Le nombre d'actifs ayant un emploi résidant dans la commune est de 45, soit un indicateur de concentration d'emploi de 25 % et un taux d'activité parmi les 15 ans ou plus de 59 %.
Sur ces 45 actifs de 15 ans ou plus ayant un emploi, 11 travaillent dans la commune, soit 25 % des habitants. Pour se rendre au travail, 86,4 % des habitants utilisent un véhicule personnel ou de fonction à quatre roues, 2,3 % les transports en commun, 4,5 % s'y rendent en deux-roues, à vélo ou à pied et 6,8 % n'ont pas besoin de transport (travail au domicile).

## Culture locale et patrimoine

### Lieux et monuments

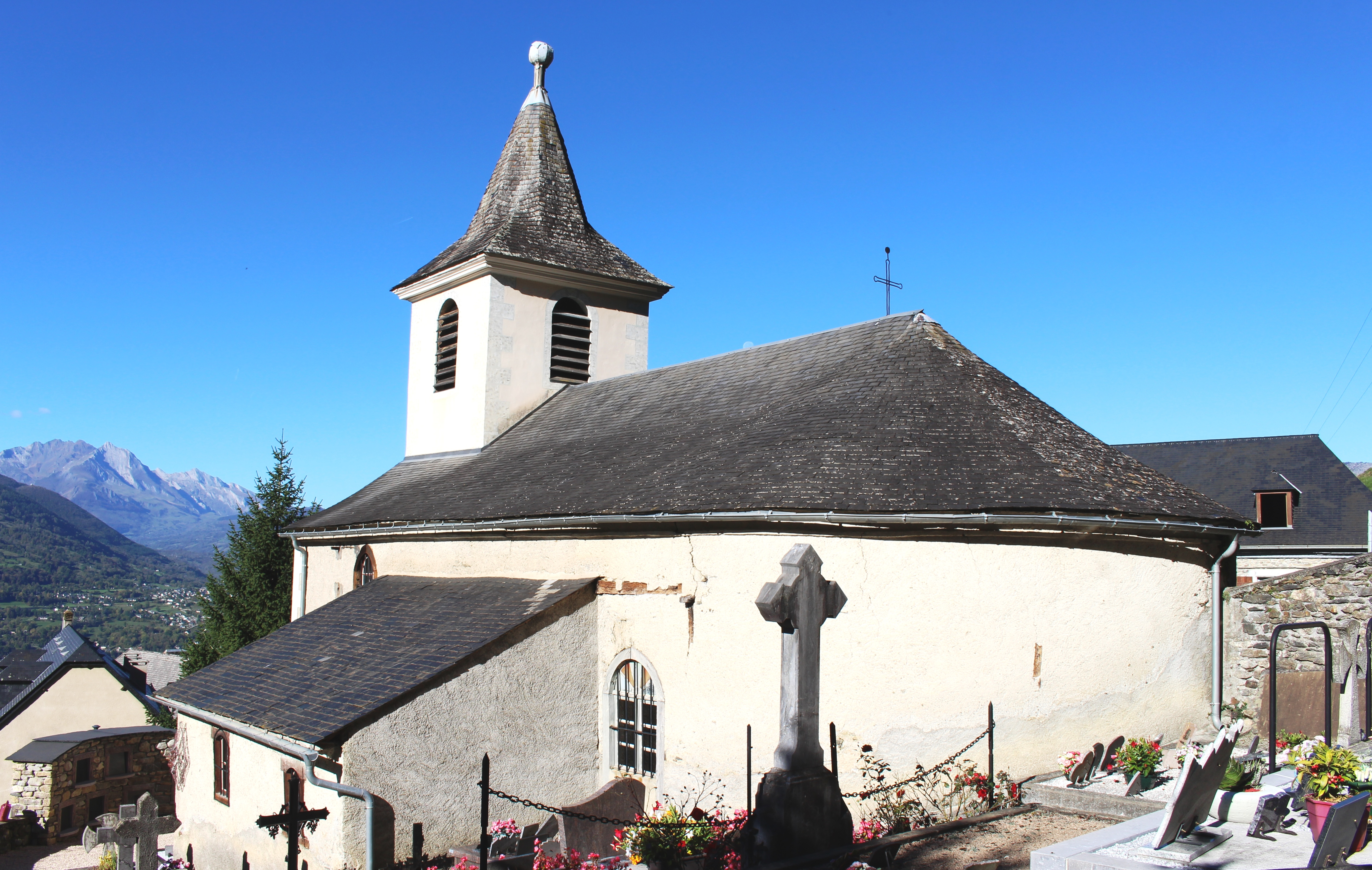
L'église Saint-Laurent en 2017.

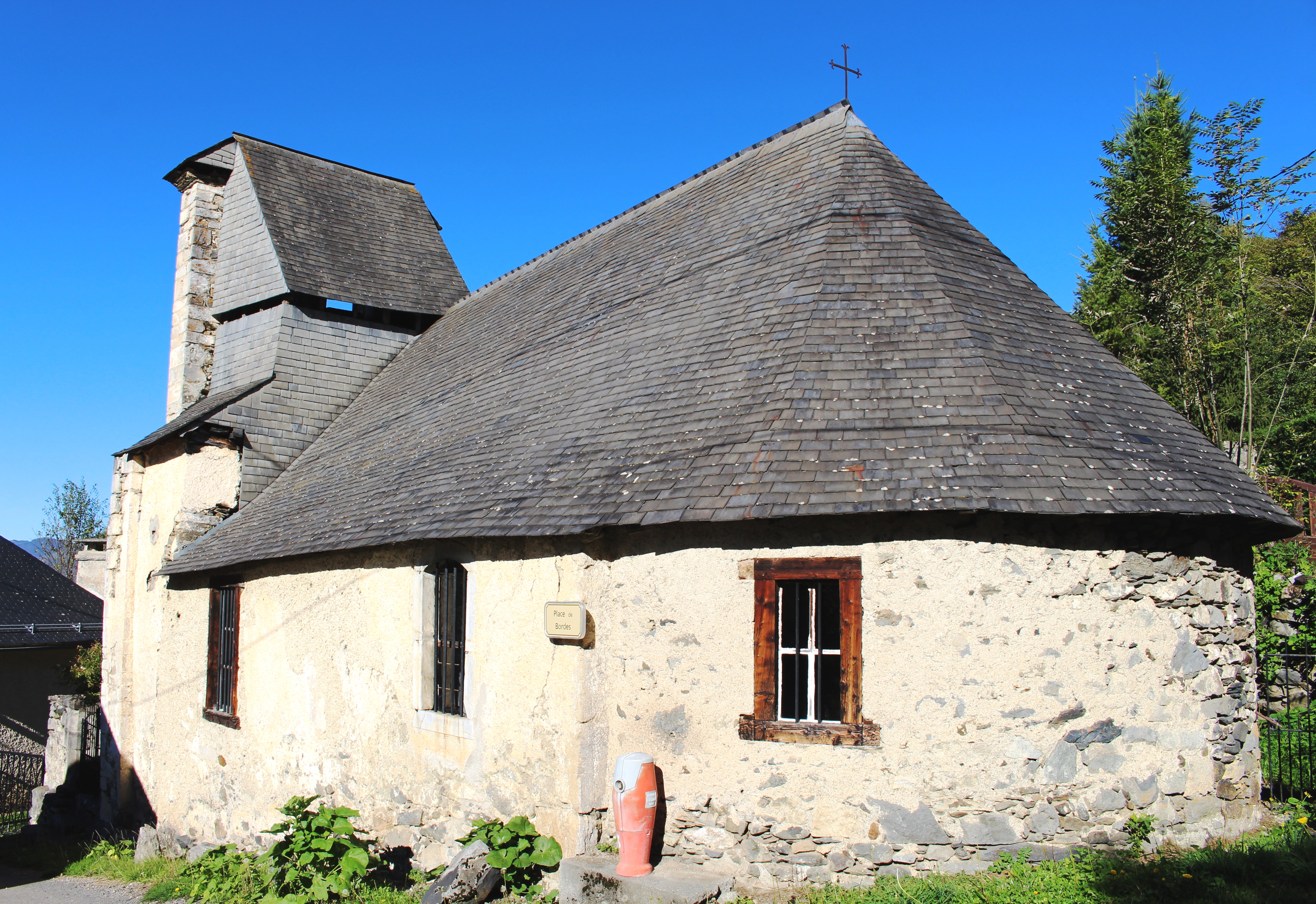
La chapelle en 2017.

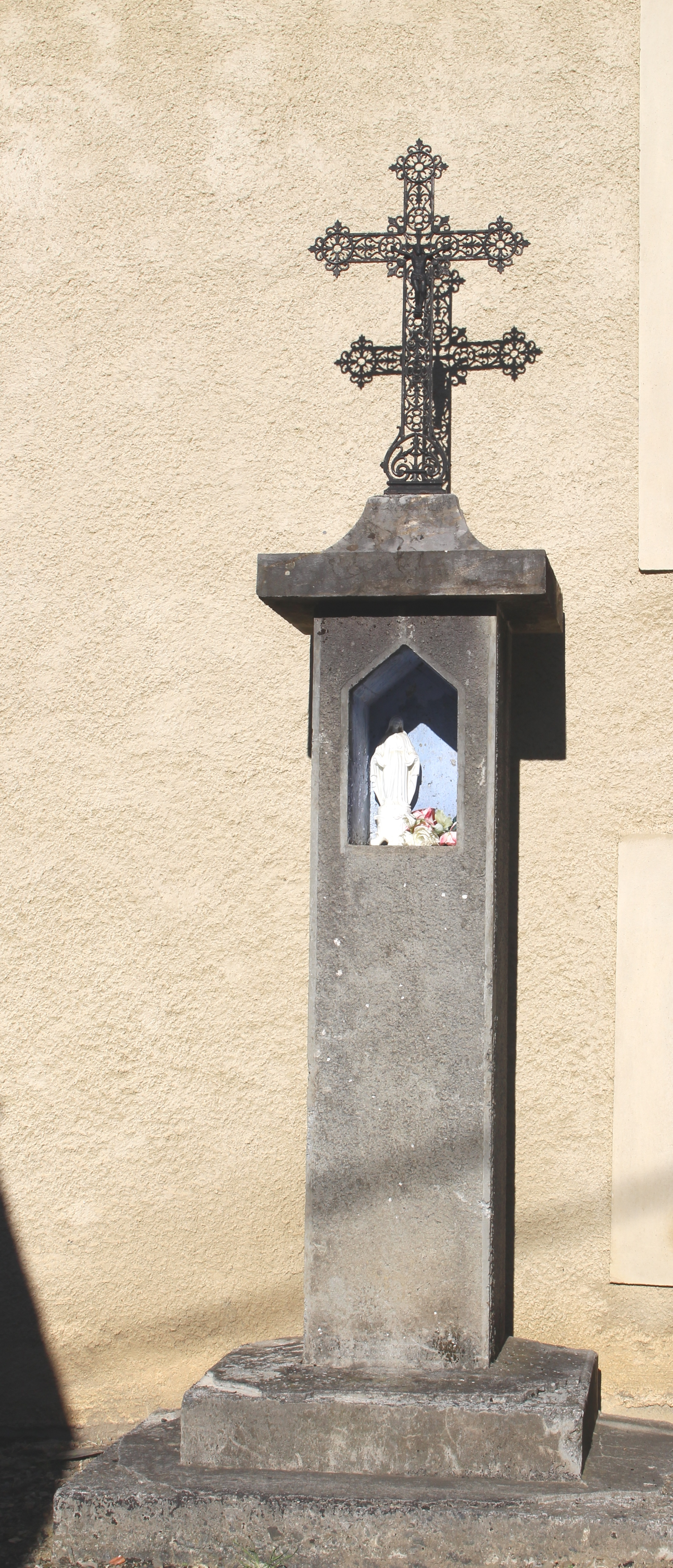
Une croix.

- Église Saint-Laurent de Vier.
- Chapelle de Bordes.
- Lavoir.

Sélection de vues des lavoirs municipaux en 2017.
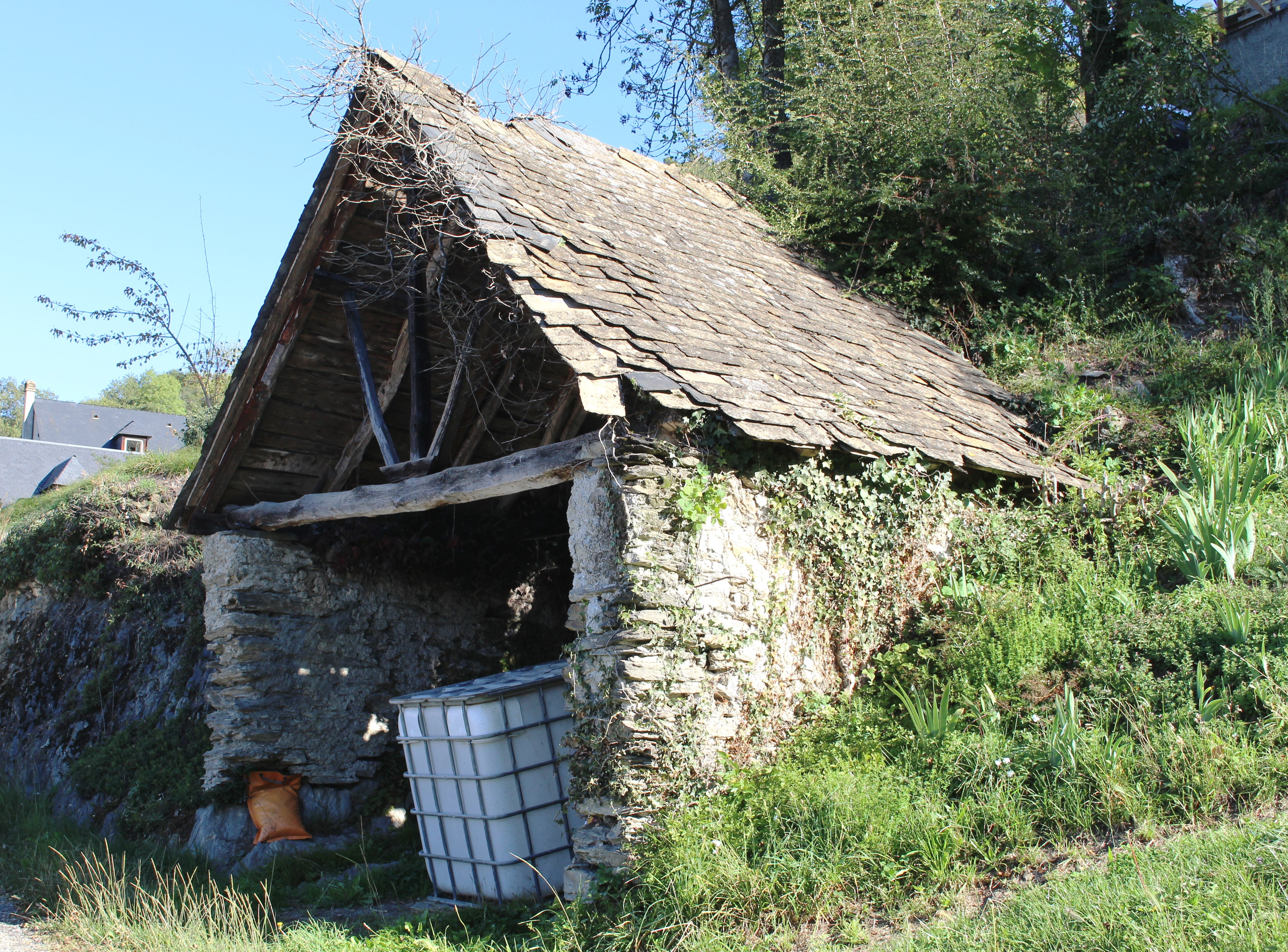
De Vier.
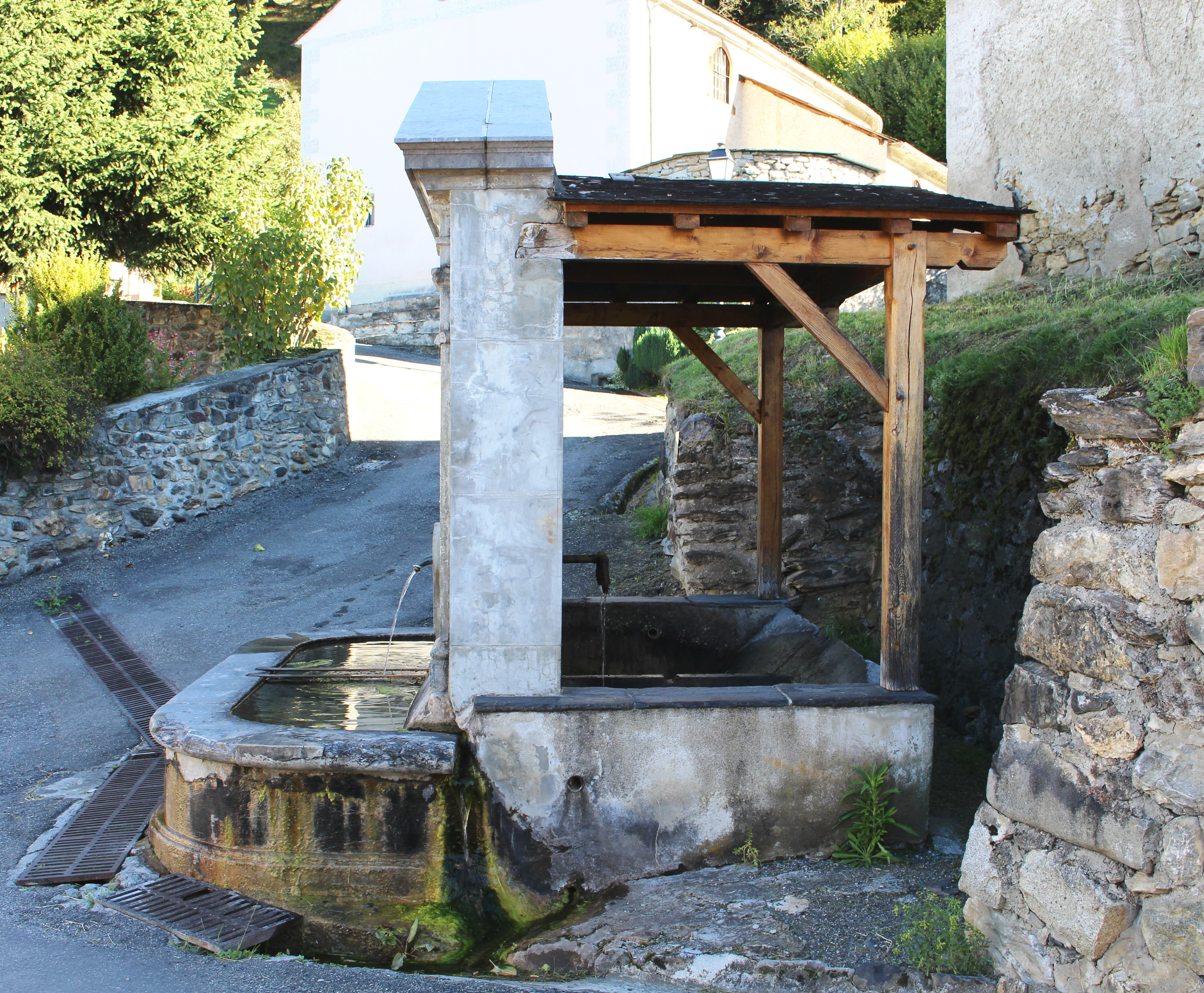
De l'église de Vier.

### Personnalités liées à la commune
Parmi les nombreux enfants de Vier, on peut se souvenir de Jean-Louis Sarthedessus, qui fut longtemps maire et poète de talent, bien qu'étant un « simple petit paysan ayant seulement le certificat d'études », comme il aimait à le rappeler.

### Héraldique
| Blason | Blasonnement : D'azur à la fasce d'argent, au chef d'or chargé d'une cloche de sable accostée de deux fleurs de lys du même. |